# المهم الحب (فلم)
المهم الحب هو فيلم مصري عرض عام 1974، بطولة عادل إمام وناهد شريف وصفاء أبو السعود وسمير غانم، ومن إخراج عبد المنعم شكري. وهو من أفلام عيد الأضحى 1394 هـ.

## قصة الفيلم
الفيلم يحكي قصة دكتور متزوج يضطر لتلبية رغبات مريضته حرصاً على صحتها وسط مشاهد كوميدية لأن زوجته تمثل أنها أخته أمام مريضته. وتنتابها الغيرة وتصبح تمثل أمام زوجها أنها تحب بلو. فيكاد زوجها يصاب بالجنون.

## طاقم التمثيل
- عادل إمام: (فهمي)
- ناهد شريف: (شاهيناز)
- صفاء أبو السعود: (نعناعة)
- سمير غانم: (عادل)
- سيد زيان: (علي)
- عماد حمدي: (الدكتور فخري عرفات)
- أسامة عباس: (حسن)
- أحمد نبيل
- زيزي مصطفى
- إبراهيم نصر
- محمد شوقي: (المأذون)
- فريال إبراهيم
- تغريد البشبيشي: (المطربة)
- هالة الصافي: (الراقصة)
- علي مهدي
- صالح الإسكندراني: (البواب)
- لويس يوسف

## فريق العمل
- إخراج: عبد المنعم شكري
- تأليف: فاروق سعيد
- مدير التصوير: عادل عبد العظيم
- مونتاج: عبد العزيز فخري
- موسيقى تصويرية:
- إنتاج: أفلام المصري (عزقلاني وجمجوم)
- توزيع: أفلام المصري (عزقلاني وجمجوم)

## روابط خارجية
- مقالات تستعمل روابط فنية بلا صلة مع ويكي بيانات